# Ana Camila Pirelli
Anna Camila Donatella Pirelli Cubas (30 de enero de 1989), apodada «Pantera Guaraní», es una atleta paraguaya.
Tiene el récord paraguayo de Heptatlón, 200 metros, 800, 400 metros, 100 metros vallas, 60 metros vallas, salto de altura, salto larg, y lanzamiento de bala. Pertenece al Deportivo San José. Compitió en el Campeonato Mundial de Atletismo del 2015. Es representante en atletismo por Paraguay en sus primeros JJOO de Tokio 2020